# 三階徹
三階 徹（さんがい とおる、1938年 - ？）は、日本の社会学者。
法政大学社会学部社会学科、法政大学大学院社会科学研究科博士課程出身。中京女子大学生涯学習研究所教授。芝田進午の一番弟子。

## 著書

### 単著
- 『三階徹著作集』（三階徹著作集刊行委員会編、桐書房、2006年）

### 共著
- 『社会主義 市場 疎外』（岩淵慶一、瀬戸明、田島慶吾、田上孝一共著、時潮社、1996年）

### 訳書
- I.メサーロシュ『マルクスの疎外理論』（湯川新共訳、啓隆閣、1972年）
- ハワード・L.パーソンズ『ヒューマニズムとマルクス思想』（古田光監訳、古田光、荻間寅男、小高虔策、幸津国生、平野英一共訳、合同出版、1978年）
- キャロル・C.グールド『『経済学批判要綱』における個人と共同体――社会存在論の哲学的研究』（平野英一共訳、合同出版［合同叢書］、1980年）
- M.マルコヴィチ『マルクス哲学の復権――『プラクシス』派の歴史と哲学』（岩淵慶一共編訳、時潮社、1983年、増補版1987年）